# 5. armádní sbor (rakousko-uherská armáda)
5. armádní sbor byl na přelomu 19. a 20. století vyšší vojenskou jednotkou rakousko-uherské armády s působností pro část Uher a sídlem v Prešpurku (dnes Bratislava). Za první světové války byl sbor nasazen v Haliči a později v Itálii.

## Historie

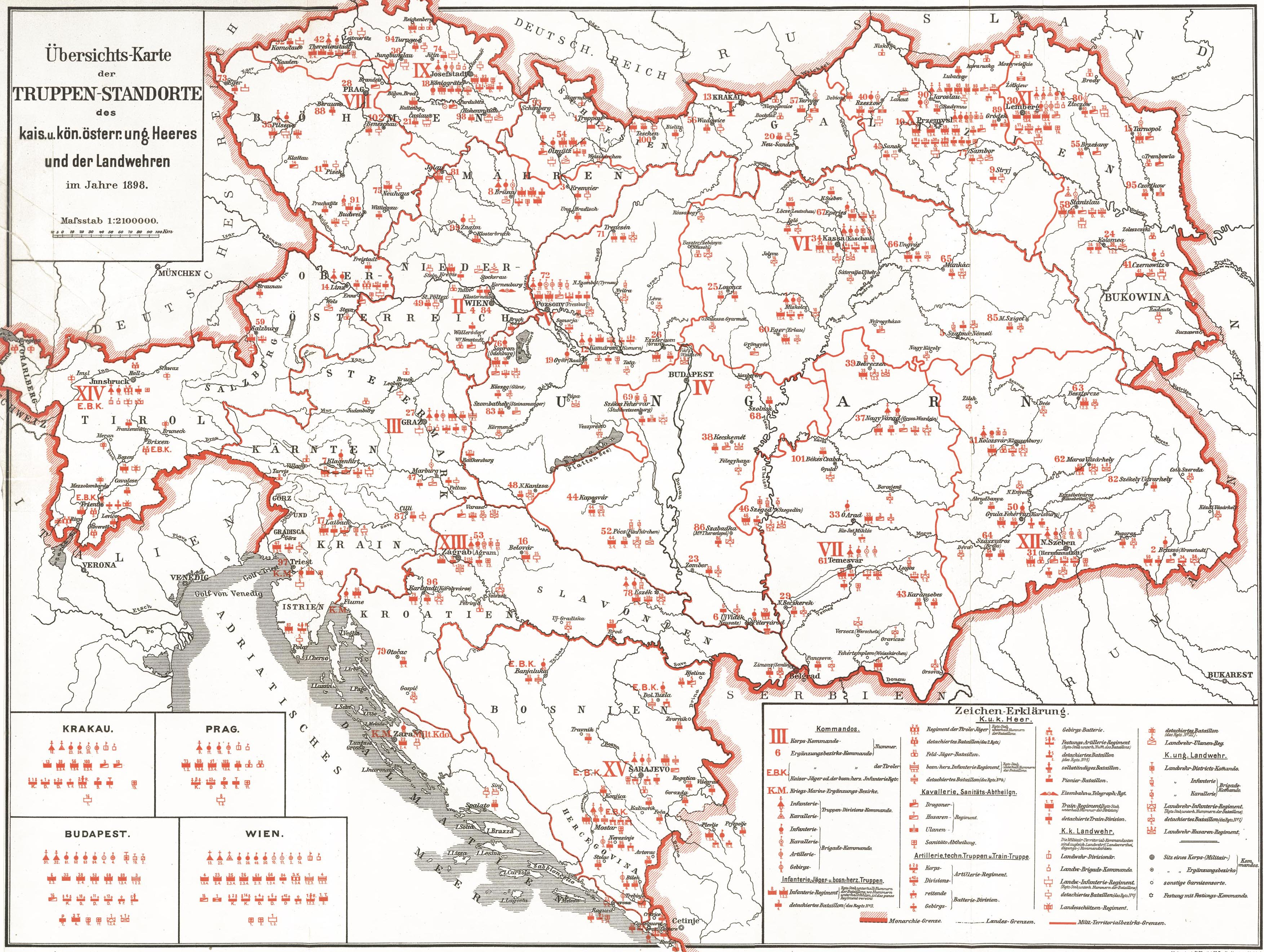
Územní rozdělení působnosti rakousko-uherských armádních sborů v roce 1898

5. armádní sbor (5. Korpskommando) vznikl k datu 1. ledna 1883 reorganizací rakousko-uherské armády rozdělením dosavadních zemských velitelství pro jednotlivé korunní země. Pátý armádní sbor byl umístěn v Prešpurku, který předtím vojensky spadal pod zemské velitelství v Budapešti (v Budapešti byl od roku 1883 4. armádní sbor, další sbor v Uhrách byl v Košicích). Velitelství sboru bylo umístěno původně v komplexu budov v dnešní Štúrově ulici. Nejdéle úřadujícím sborovým velitelem byl v letech 1889–1905 arcivévoda Bedřich, pozdější polní maršál a vrchní velitel rakousko-uherské armády. Ten jako velitel úřadoval ze svého soukromého bratislavského sídla (Grasalkovičův palác). Prešpurská posádka měla tehdy 5 000 mužů rozmístěných v několika kasárnách, pod vojenskou správu tehdy spadal i Bratislavský hrad. Posádková vojenská nemocnice byla umístěna v Letním arcibiskupském paláci (dnes sídlo Úřadu vlády Slovenské republiky).

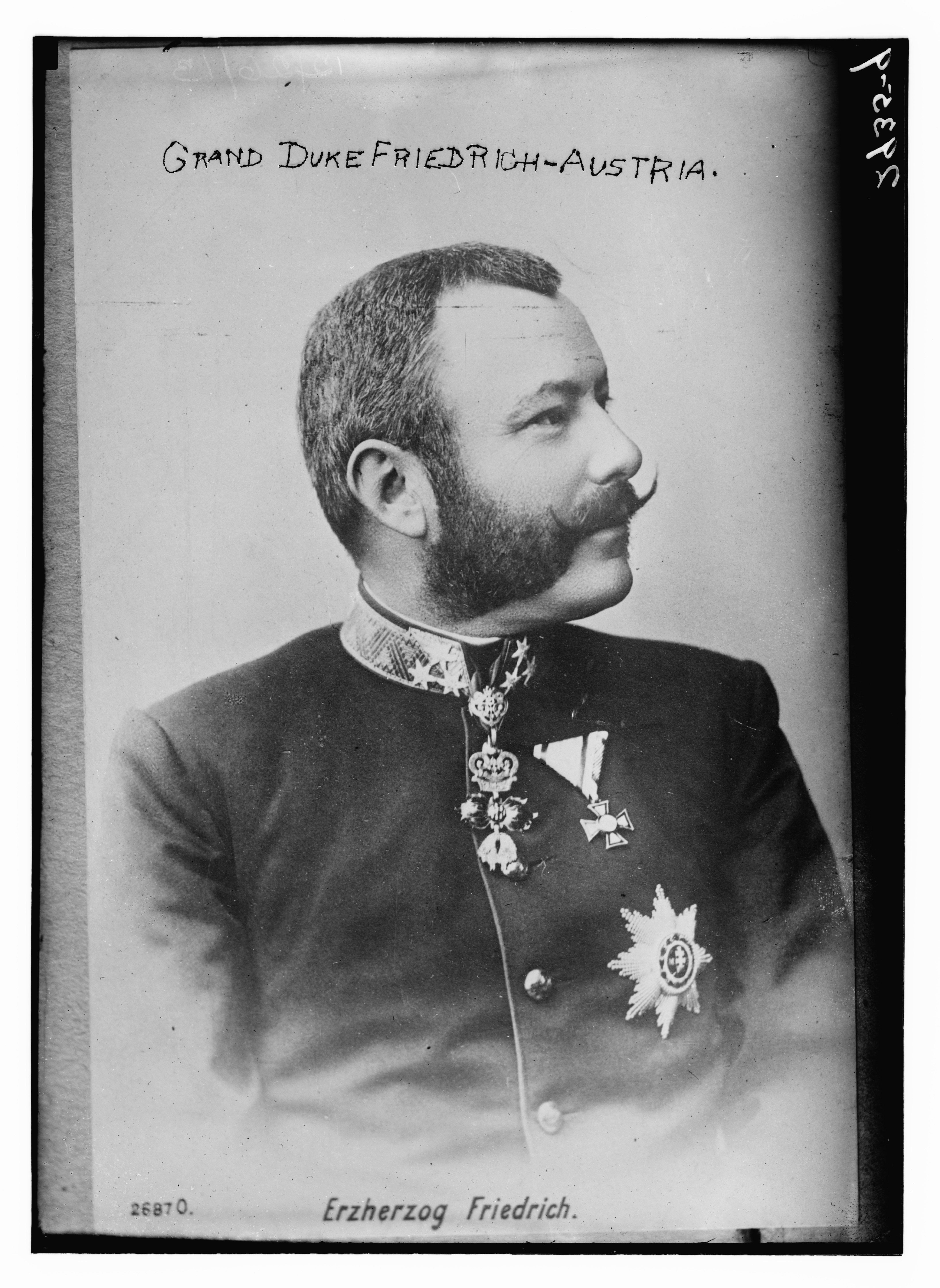
Arcivévoda Bedřich, velitel 5. armádního sboru (1889–1905)

Pro potřeby armády byla až v letech 1911–1913 postavena honosná novorenesanční budova na břehu Dunaje (architekt Otto Wagner), kde bylo krátce před první světovou válkou sídlo sborového velitelství (dnes zde sídlí Filozofická fakulta Univerzity Komenského v Bratislavě). K 5. armádnímu sboru patřila 14. pěší divize v Prešpurku a 33. pěší divize v Komárně, dále 2. jezdecká divize v Prešpurku, 5. dělostřelecká brigáda v Prešpurku.  Doplňovacími okresy byly Prešpurk, Trenčín, Komárno, Ostřihom, Šoproň, Györ, Nagykanizsa a Szombathely. 
Za první světové války byl 5. sbor nasazen v rámci 1. armády generála Dankla na východní frontu, jeho jednotky bojovaly v bitvě u Krašniku a následně se zúčastnily neúspěšných pokusů o osvobození obležené pevnosti Přemyšl. Po výměně velení pronikly jednotky sboru až na ruské území, své pozice ale musely vyklidit během Brusilovovy ofenzívy. Kvůli početním ztrátám byl sbor rozpuštěn v březnu 1918. Nové jednotky pod názvem 5. armádní sbor byly zformovány v létě 1918 pro boje na italské frontě. 

## Velitelé 5. armádního sboru
- 1. ledna 1883 – 1. října 1889 polní zbrojmistr Adolf baron von Catty[5]
- 1. října 1889 – 11. dubna 1905 polní zbrojmistr arcivévoda Bedřich Rakousko-Těšínský[6]
- 11. dubna 1905– 1. července 1909 generál pěchoty Karl baron von Steininger[7]
- 1. července 1909 – 30. dubna 1910 generál jezdectva Anton baron von Winzor
- 1. května 1910 – 2. října 1912 generál pěchoty Arthur Sprecher von Bernegg[8]
- 17. října 1912 – 22. května 1915 polní zbrojmistr Paul Puhallo von Brlog[9]
- 22. května 1915 – 14. března 1918 polní zbrojmistr Ferdinand von Goglia[10]
- 14. března 1918 – 10. dubna 1918 generál pěchoty Karl baron von Lukas[11]
- 1. srpna 1918 – 23. října 1918 generál pěchoty arcivévoda Petr Ferdinand Toskánský[12]
- říjen 1918 generálmajor Rudolf Müller